# Arjona (Espanha)
Arjona é um município da Espanha na província de Xaém, comunidade autónoma da Andaluzia, de área 158 km² com população de 5 759 habitantes (2006) e densidade populacional de 36,45 hab./km².

## Demografia
| Variação demográfica do município entre 1991 e 2004 | Variação demográfica do município entre 1991 e 2004 | Variação demográfica do município entre 1991 e 2004 | Variação demográfica do município entre 1991 e 2004 |
| --------------------------------------------------- | --------------------------------------------------- | --------------------------------------------------- | --------------------------------------------------- |
| 1991                                                | 1996                                                | 2001                                                | 2004                                                |
| 5 492                                               | 5 660                                               | 5 698                                               | 5 648                                               |